# 2012년 하계 올림픽 레슬링
2012년 하계 올림픽 레슬링(영어: Wrestling at the 2012 Summer Olympics)은 2012년 하계 올림픽의 정식 종목으로 진행된 레슬링 경기로 영국 런던의 엑셀 런던에서 2012년 8월 5일부터 12일까지 열렸다. 자유형과 그레코로만형으로 나뉘어 진행되었으며 남자 경기는 두 종목 모두 진행되었지만 여자 경기는 자유형 경기만 진행되었다.

## 경기장
- 엑셀 런던

## 메달 집계
| 순위 | 국가                         | 금메달 | 은메달 | 동메달 | 합계 |
| ---- | ---------------------------- | ------ | ------ | ------ | ---- |
| 1    | 러시아 (RUS)                 | 5      | 2      | 4      | 11   |
| 2    | 이란 (IRI)                   | 4      | 1      | 1      | 6    |
| 3    | 일본 (JPN)                   | 4      | 0      | 2      | 6    |
| 4    | 아제르바이잔 (AZE)           | 2      | 2      | 3      | 7    |
| 5    | 미국 (USA)                   | 2      | 0      | 3      | 5    |
| 6    | 쿠바 (CUB)                   | 1      | 0      | 1      | 2    |
| 7    | 대한민국 (KOR)               | 1      | 0      | 0      | 1    |
| 8    | 조지아 (GEO)                 | 0      | 2      | 3      | 5    |
| 9    | 헝가리 (HUN)                 | 0      | 1      | 2      | 3    |
| 10   | 아르메니아 (ARM)             | 0      | 1      | 1      | 2    |
| 10   | 캐나다 (CAN)                 | 0      | 1      | 1      | 2    |
| 10   | 인도 (IND)                   | 0      | 1      | 1      | 2    |
| 13   | 불가리아 (BUL)               | 0      | 1      | 0      | 1    |
| 13   | 중화인민공화국 (CHN)         | 0      | 1      | 0      | 1    |
| 13   | 이집트 (EGY)                 | 0      | 1      | 0      | 1    |
| 13   | 에스토니아 (EST)             | 0      | 1      | 0      | 1    |
| 13   | 푸에르토리코 (PUR)           | 0      | 1      | 0      | 1    |
| 13   | 우크라이나 (UKR)             | 0      | 1      | 0      | 1    |
| 19   | 카자흐스탄 (KAZ)             | 0      | 0      | 4      | 4    |
| 19   | 스웨덴 (SWE)                 | 0      | 0      | 2      | 2    |
| 21   | 콜롬비아 (COL)               | 0      | 0      | 1      | 1    |
| 21   | 프랑스 (FRA)                 | 0      | 0      | 1      | 1    |
| 21   | 리투아니아 (LTU)             | 0      | 0      | 1      | 1    |
| 21   | 몽골 (MGL)                   | 0      | 0      | 1      | 1    |
| 21   | 조선민주주의인민공화국 (PRK) | 0      | 0      | 1      | 1    |
| 21   | 폴란드 (POL)                 | 0      | 0      | 1      | 1    |
| 21   | 스페인 (ESP)                 | 0      | 0      | 1      | 1    |
| 21   | 튀르키예 (TUR)               | 0      | 0      | 1      | 1    |
| 합계 | 합계                         | 17     | 17     | 36     | 70   |

### 메달리스트

#### 남자 자유형
| 종목         | 금                               | 은                               | 동                                 |
| ------------ | -------------------------------- | -------------------------------- | ---------------------------------- |
| 55kg 자세히  | 자말 오타르술타노프 · 러시아     | 블라디메르 힌체가슈빌리 · 조지아 | 양경일 · 조선민주주의인민공화국    |
| 55kg 자세히  | 자말 오타르술타노프 · 러시아     | 블라디메르 힌체가슈빌리 · 조지아 | 유모토 신이치 · 일본               |
| 60kg 자세히  | 토그룰 애스개로프 · 아제르바이잔 | 베시크 쿠두호프 · 러시아         | 콜먼 스콧 · 미국                   |
| 60kg 자세히  | 토그룰 애스개로프 · 아제르바이잔 | 베시크 쿠두호프 · 러시아         | 요게슈와르 두트 · 인도             |
| 66kg 자세히  | 요네미쓰 다쓰히로 · 일본         | 수실 쿠마르 · 인도               | 아크주레크 타나타로프 · 카자흐스탄 |
| 66kg 자세히  | 요네미쓰 다쓰히로 · 일본         | 수실 쿠마르 · 인도               | 리반 로페스 · 쿠바                 |
| 74kg 자세히  | 조던 버로스 · 미국               | 사데그 구다르지 · 이란           | 허토시 가보르 · 헝가리             |
| 74kg 자세히  | 조던 버로스 · 미국               | 사데그 구다르지 · 이란           | 데니스 차르구시 · 러시아           |
| 84kg 자세히  | 섀리프 섀리포프 · 아제르바이잔   | 하이메 에스피날 · 푸에르토리코   | 다토 마르사기슈빌리 · 조지아       |
| 84kg 자세히  | 섀리프 섀리포프 · 아제르바이잔   | 하이메 에스피날 · 푸에르토리코   | 에흐산 라슈가리 · 이란             |
| 96kg 자세히  | 제이크 바너 · 미국               | 발레리 안드리체우 · 우크라이나   | 기오르기 고그셸리제 · 조지아       |
| 96kg 자세히  | 제이크 바너 · 미국               | 발레리 안드리체우 · 우크라이나   | 헤타크 가주모프 · 아제르바이잔     |
| 120kg 자세히 | 코메일 가세미 · 이란             |                                  | 터블 들래그네브 · 미국             |
| 120kg 자세히 | 빌랼 마호프 · 러시아             | 다울레트 샤반바이 · 카자흐스탄   |                                    |

#### 남자 그레코로만형
| 종목         | 금                     | 은                               | 동                                 |
| ------------ | ---------------------- | -------------------------------- | ---------------------------------- |
| 55kg 자세히  | 하미드 소리안 · 이란   | 뢰브섄 바이라모프 · 아제르바이잔 | 모도시 페테르 · 헝가리             |
| 55kg 자세히  | 하미드 소리안 · 이란   | 뢰브섄 바이라모프 · 아제르바이잔 | 민기얀 세묘노프 · 러시아           |
| 60kg 자세히  | 오미드 노루지 · 이란   | 레바즈 라슈히 · 조지아           | 자우르 쿠라마고메도프 · 러시아     |
| 60kg 자세히  | 오미드 노루지 · 이란   | 레바즈 라슈히 · 조지아           | 마쓰모토 류타로 · 일본             |
| 66kg 자세히  | 김현우 · 대한민국      | 뢰린츠 터마시 · 헝가리           | 마누차르 츠하다이아 · 조지아       |
| 66kg 자세히  | 김현우 · 대한민국      | 뢰린츠 터마시 · 헝가리           | 스테브 게노 · 프랑스               |
| 74kg 자세히  | 로만 블라소프 · 러시아 | 아르센 줄팔라캰 · 아르메니아     | 알렉산드르 카자케비치 · 리투아니아 |
| 74kg 자세히  | 로만 블라소프 · 러시아 | 아르센 줄팔라캰 · 아르메니아     | 에민 애흐매도프 · 아제르바이잔     |
| 84kg 자세히  | 알란 후가예프 · 러시아 | 카람 자비르 · 이집트             | 다니얄 가지예프 · 카자흐스탄       |
| 84kg 자세히  | 알란 후가예프 · 러시아 | 카람 자비르 · 이집트             | 다미안 야니코프스키 · 폴란드       |
| 96kg 자세히  | 가셈 레자에이 · 이란   | 루스탐 토트로프 · 러시아         | 아르투르 알렉사냔 · 아르메니아     |
| 96kg 자세히  | 가셈 레자에이 · 이란   | 루스탐 토트로프 · 러시아         | 지미 리드베리 · 스웨덴             |
| 120kg 자세히 | 미하인 로페스 · 쿠바   | 헤이키 나비 · 에스토니아         | 르자 카야알프 · 튀르키예           |
| 120kg 자세히 | 미하인 로페스 · 쿠바   | 헤이키 나비 · 에스토니아         | 요한 에우렌 · 스웨덴               |

#### 여자 자유형
| 종목        | 금                           | 은                               | 동                               |
| ----------- | ---------------------------- | -------------------------------- | -------------------------------- |
| 48kg 자세히 | 오바라 히토미 · 일본         | 마리야 스타드니크 · 아제르바이잔 | 캐럴 윈 · 캐나다                 |
| 48kg 자세히 | 오바라 히토미 · 일본         | 마리야 스타드니크 · 아제르바이잔 | 클러리사 천 · 미국               |
| 55kg 자세히 | 요시다 사오리 · 일본         | 토냐 버빅 · 캐나다               | 하켈리네 렌테리아 · 콜롬비아     |
| 55kg 자세히 | 요시다 사오리 · 일본         | 토냐 버빅 · 캐나다               | 율리야 라트케비치 · 아제르바이잔 |
| 63kg 자세히 | 이초 가오리 · 일본           | 징루이쉐 · 중화인민공화국        | 소롱종볼딩 바트체첵 · 몽골       |
| 63kg 자세히 | 이초 가오리 · 일본           | 징루이쉐 · 중화인민공화국        | 류보비 볼로소바 · 러시아         |
| 72kg 자세히 | 나탈리야 보로비요바 · 러시아 | 스탄카 즐라테바 · 불가리아       | 규젤 마뉴로바 · 카자흐스탄       |
| 72kg 자세히 | 나탈리야 보로비요바 · 러시아 | 스탄카 즐라테바 · 불가리아       | 마이데르 운다 · 스페인           |